# Stefano Coletti
Stefano Coletti (La Colle, 6 aprile 1989) è un ex pilota automobilistico monegasco.

## Carriera

### Kart
Coletti godette di una carriera di successo nel mondo del karting prima di spostarsi in quello delle monoposto. Nel 2003 fu 2º nell'Open Masters italiano nella categoria ICA-Junior prima di vincere il Trofeo Andrea Margutti e il titolo europeo ICA-Junior nel 2004, battendo piloti più blasonati quali Charles Pic, Jaime Alguersuari e Jules Bianchi.

### Formula BMW
Nel 2005 Coletti debuttò con le monoposto, firmando per il team Eifelland Racing e partecipando così al campionato di Formula BMW ADAC, dove concluse al 18º posto. Partecipò anche alle finali mondiali della Formula BMW, in Bahrain, correndo per l'ASL Team Mücke Motorsport e finendo in 25ª posizione.
Continuò in questo campionato nel 2006, ottenendo quattro podi compresa una singola vittoria e finì 7º in classifica. Inoltre prese parte a quattro gare della Formula BMW americana, vincendone tre e concludendo quel campionato al 5º posto nonostante la mancata partecipazione alla maggioranza delle corse. Coletti, poi, tentò nuovamente le finali di Formula BMW, tenutesi a Valencia, dove finì in 3ª posizione dietro a Mika Mäki e al vincitore Christian Vietoris.

### Formula Renault
Nell'agosto del 2006, Coletti debuttò nella Formula Renault correndo con i colori dei team Cram Competition e Motopark Academy, ma non riuscì a segnare nemmeno un punto in nessuna delle sei gare cui prese parte.
Nel 2007 si unì alla squadra spagnola Epsilon Euskadi sia per la Formula Renault europea che per quella italiana. Finì al 4º posto nell'Eurocup dopo aver ottenuto una vittoria all'Hungaroring e due piazzamenti sul podio, mentre nella serie italiana riuscì a vincere due volte (entrambe a Misano) e concluse 10º.

### Formula 3

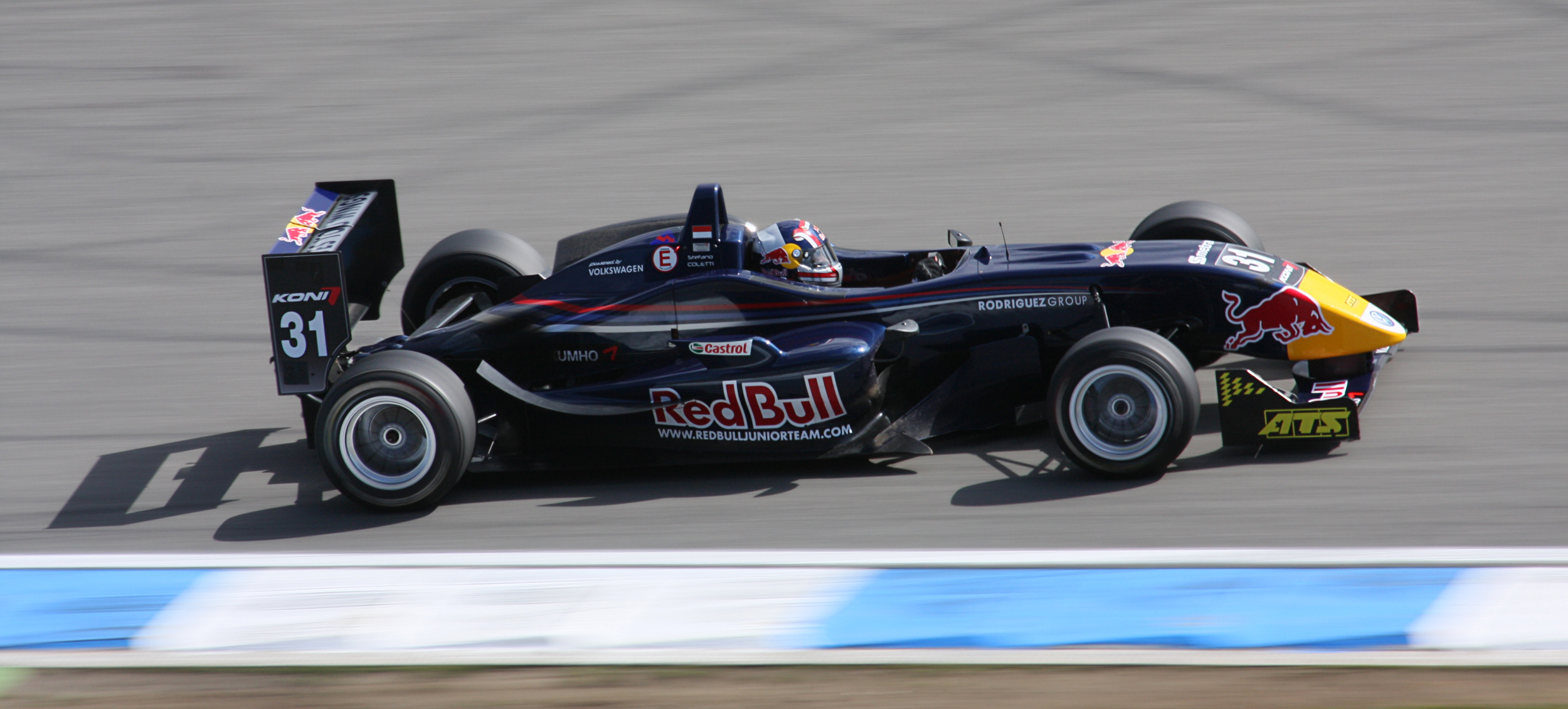
Coletti durante la prima gara del campionato 2008 di Formula 3 Euro Series, a Hockenheim.

Coletti si spostò nella Formula 3 Euro Series per la stagione 2008 firmando un contratto col team francese Signature-Plus. Comunque, lasciò la squadra dopo le prime quattro gare poiché fu eliminato dal programma giovani della Red Bull. Stefano saltò quindi la quinta gara del campionato, a Pau, per poi unirsi al Prema Powerteam, dove rimase per il resto della stagione. Il suo migliore risultato in gara fu un 4º posto e concluse la stagione 20º. Partecipò anche al Masters di Formula 3 e al Gran Premio di Macao, corse fuori dal campionato, ma si ritirò in entrambe le gare.
Nel gennaio 2009 la Prema annunciò che Coletti sarebbe rimasto con il team per la stagione 2009 Alla gara d'apertura, ad Hockenheim, il monegasco si qualificò in prima fila prima di andare a vincere. Il mese dopo, Stefano prese parte all'evento Masters di Formula 3 tenutosi a Zandvoort, qualificandosi al 4º posto e concludendo la gara 3º dietro ai finlandesi Mika Mäki ed al vincitore Valtteri Bottas.
Coletti fu coinvolto in un controverso episodio dopo la prima gara al Norisring. Dopo aver concluso la gara al 3º posto, ebbe un alterco con il vincitore Jules Bianchi. Stefano sosteneva che Bianchi l'avesse preso a male parole e venne alle mani con il rivale francese. Di conseguenza, il monegasco venne privato del suo terzo posto ed escluso per tutto il resto dell'evento. Coletti non riuscì più ad ottenere punti dopo la gara di Oschersleben e finì il campionato 10º.

### World Series by Renault
Nel novembre 2008, Coletti provò per la prima volta una vettura del World Series by Renault, più precisamente quella del team RC Motosport, a Valencia, insieme all'ex pilota di GP2 Andy Soucek. Il 15 maggio 2009 fu annunciato che Coletti avrebbe corso per il Prema Powerteam nella gara di Monaco della World Series, rimpiazzando Frankie Provenzano. Finì 11º, ma a causa di una penalità di 25 secondi inflitta a Marco Barba, concluse 10º ottenendo un punto.
Nel 2010 tentò una stagione completa in questa categoria, guidando per la Comtec Racing con Greg Mansell, figlio del più famoso campione di Formula 1, Nigel. Ottenne cinque podi ed arrivò 6º in campionato.

### GP3 Series
Coletti partecipò anche a quattordici gare della nuova serie GP3 Series per il team Tech 1 Racing al posto di Daniel Juncadella dopo la prima gara. I suoi compagni di squadra furono variabilmente Doru Sechelariu, Jean-Éric Vergne, Jim Pla e lo stesso Juncadella. Stefano finì 9º in campionato e fu il pilota meglio piazzato della sua squadra.

### GP2 Series
Coletti debuttò in GP2 nel 2009 a Valencia, rimpiazzando l'infortunato Davide Valsecchi alla Durango. L'impatto non fu dei migliori: durante il weekend ricevette ben tre drive-through penalties. In gara-1 ne ricevette uno per partenza anticipata ed uno per aver tagliato la linea bianca dell'uscita della corsia dei box, poi si ritirò. In gara-2 il suo motore stallò e lui venne penalizzato per essere comunque partito dalla griglia anziché dalla pitlane; entrò in contatto con Dani Clos prima di avere questa penalità. Nella sua terza gara, al circuito di Spa-Francorchamps, Coletti andò violentemente a sbattere contro il muro a due giri dal termine, obbligando così la gara a concludersi con la safety car. Se la cavò con qualche vertebra compressa e lividi, saltando la gara-2 del giorno successivo, anche perché la monoscocca della sua auto fu distrutta dall'impatto. Saltò anche la gara di Brands Hatch di Formula 3 a causa di questo infortunio. Tornò alla GP2 a Monza, dove inizialmente sembrava in forma, ma sentì nuovamente dei dolori al giovedì e rinunciò alla corsa.
Coletti tornò in GP2 nel 2011, guidando per la Trident insieme a Rodolfo González. Nella serie asiatica vinse nella gara sprint (o gara-2) a Yas Marina e arrivò 4º in classifica generale. Nella main series vinse la gara-2 dell'evento inaugurale tenutosi ad Istanbul. Vinse gara-2 anche in Ungheria, all'Hungaroring, ma poi, a Spa-Francorchams, ancora una volta ebbe un brutto incidente che gli causò una frattura scomposta di due vertebre, due anni dopo aver subito un infortunio simile, ma molto minore, sulla stessa pista. Di conseguenza, saltò il resto della stagione, durante la quale fu sostituito dal connazionale Stéphane Richelmi.
Guarito dall'infortunio, Coletti tornò in GP2 per la stagione 2012 con la Coloni insieme a Fabio Onidi, ma dopo dieci corse, essendo al 14º posto con un solo arrivo al podio, lasciò il team con consenso reciproco e fu sostituito da Luca Filippi. Si accasò in Rapax per le gare finali della stagione rimpiazzando Daniël de Jong. Concluse a punti tre delle quattro restanti gare, riuscendo così a superare Rio Haryanto in classifica e arrivando 13º in campionato.
Per la stagione 2013 di GP2, Coletti prosegue il rapporto con la Rapax, ottenendo la pole position e un 3º posto in gara-1 e vincendo gara-2 nell'evento inaugurale a Sepang, ottenendo così la testa del campionato.

## Risultati

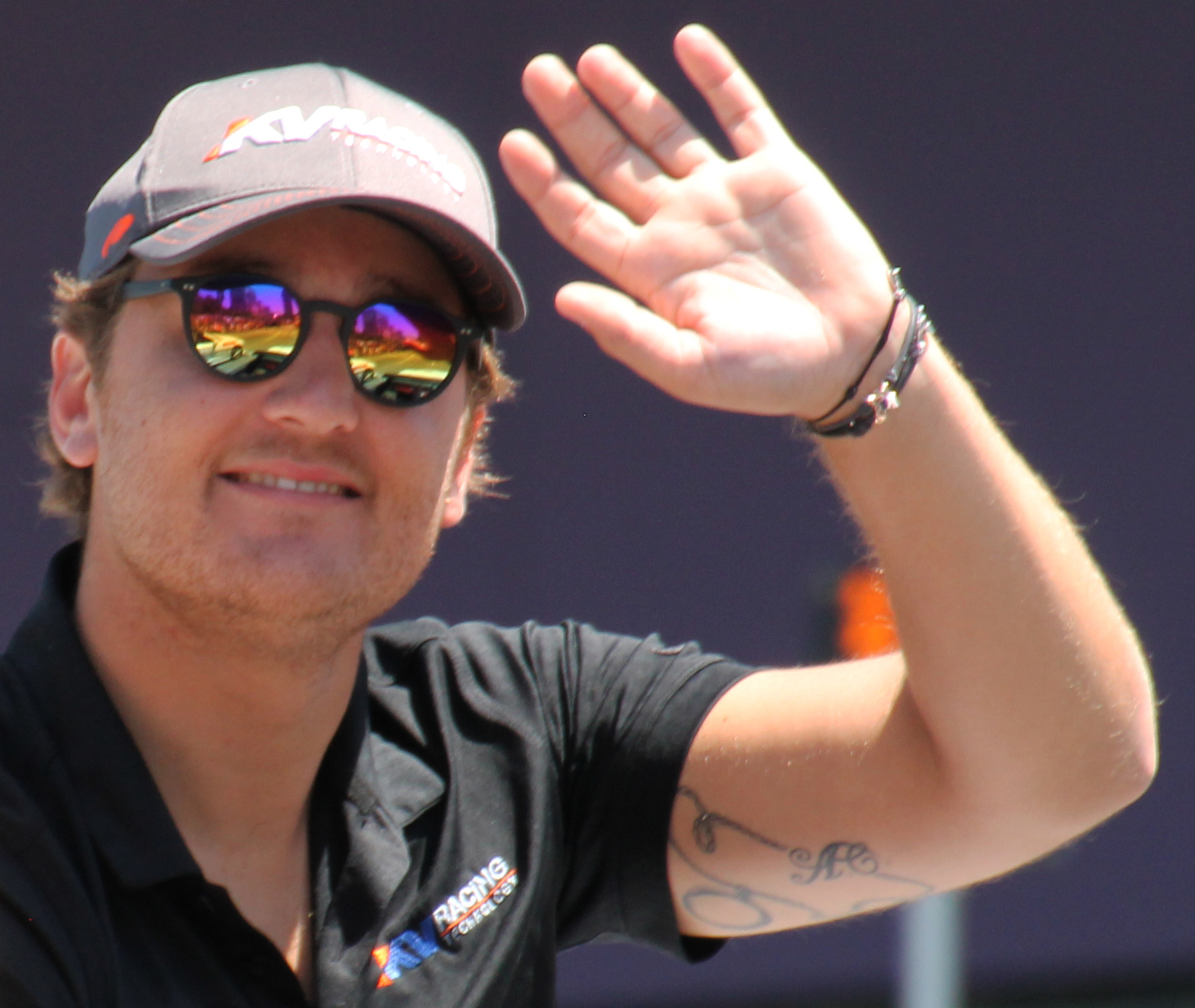
Stefano Coletti, 2015

### Sommario
| Stagione | Serie                        | Team                      | Gare | Vittorie | Pole | Gpv | Podi | Punti | Pos. |
| -------- | ---------------------------- | ------------------------- | ---- | -------- | ---- | --- | ---- | ----- | ---- |
| 2005     | Formula BMW ADAC             | Effelland Racing          | 20   | 0        | 0    | 0   | 0    | 13    | 18º  |
| 2005     | Formula BMW World Final      | ASL Team Mücke Motorsport | 1    | 0        | 0    | 0   | 0    | 0     | N.C. |
| 2006     | Formula BMW ADAC             | FADAC Berlin-Brandenburg  | 1    | 0        | 0    | 0   | 0    | 1     | 7º   |
| 2006     | Formula BMW World Final      | EuroInternational         | 1    | 0        | 0    | 0   | 0    | 1     | 3º   |
| 2006     | Eurocup Formula Renault 2.0  | Cram Competition          | 6    | 0        | 0    | 0   | 0    | 0     | N.C. |
| 2006     | Eurocup Formula Renault 2.0  | Motopark Academy          | 6    | 0        | 0    | 0   | 0    | 0     | N.C. |
| 2006     | Formula BMW americana        | EuroInternational         | 4    | 3        | 2    | 2   | 4    | 75    | 5º   |
| 2007     | Eurocup Formula Renault 2.0  | Epsilon Euskadi           | 14   | 1        | 1    | 0   | 3    | 71    | 4º   |
| 2007     | Formula Renault 2.0 italiana | Epsilon Euskadi           | 14   | 2        | 1    | 0   | 3    | 164   | 10º  |
| 2008     | Formula 3                    | Signature Plus            | 18   | 0        | 0    | 0   | 0    | 6.5   | 20º  |
| 2008     | Formula 3                    | Prema Powerteam           | 18   | 0        | 0    | 0   | 0    | 6.5   | 20º  |
| 2009     | Formula 3 Euro Series        | Prema Powerteam           | 17   | 1        | 0    | 2   | 2    | 19    | 10º  |
| 2009     | Formula Renault 3.5 Series   | Prema Powerteam           | 1    | 0        | 0    | 0   | 0    | 1     | 28º  |
| 2009     | Gran Premio di Macao         | Prema Powerteam           | 1    | 0        | 0    | 0   | 0    | 0     | N.C. |
| 2009     | GP2 Series                   | Durango                   | 3    | 0        | 0    | 0   | 0    | 0     | 25º  |
| 2010     | Formula Renault 3.5 Series   | Comtec Racing             | 17   | 0        | 0    | 0   | 5    | 76    | 6º   |
| 2010     | GP3 Series                   | Tech 1 Racing             | 14   | 0        | 0    | 0   | 2    | 18    | 9º   |
| 2010     | Auto GP                      | Charouz-Gravity Racing    | 2    | 0        | 0    | 0   | 0    | 2     | 20º  |
| 2011     | GP2 Series                   | Trident                   | 16   | 2        | 0    | 0   | 2    | 22    | 11º  |
| 2011     | GP2 Asia Series              | Trident                   | 4    | 1        | 0    | 0   | 1    | 11    | 4º   |
| 2011     | Finali GP2                   | Coloni                    | 2    | 0        | 0    | 0   | 0    | 0     | 13º  |
| 2012     | GP2 Series                   | Coloni                    | 24   | 0        | 0    | 2   | 3    | 50    | 13º  |
| 2012     | GP2 Series                   | Rapax                     | 24   | 0        | 0    | 2   | 3    | 50    | 13º  |

### Risultati in Formula 3
(legenda) (Le gare in grassetto indicano la pole position) (Gare in corsivo indicano Gpv)
| Anno | Team            | 1         | 2         | 3        | 4        | 5        | 6        | 7         | 8        | 9        | 10        | 11      | 12        | 13       | 14       | 15        | 16        | 17       | 18        | 19        | 20         | Punti | Pos. |
| ---- | --------------- | --------- | --------- | -------- | -------- | -------- | -------- | --------- | -------- | -------- | --------- | ------- | --------- | -------- | -------- | --------- | --------- | -------- | --------- | --------- | ---------- | ----- | ---- |
| 2008 | Signature-Plus  | HOC1 1 18 | HOC1 2 21 | MUG 1 21 | MUG 2 11 | PAU 1    | PAU 2    |           |          |          |           |         |           |          |          |           |           |          |           |           |            | 6.5   | 20º  |
| 2008 | Prema Powerteam |           |           |          |          |          |          | NOR 1 11  | NOR 2 6  | ZAN 1 19 | ZAN 2 Rit | NÜR 1 9 | NÜR 2 Rit | BRH 1 19 | BRH 2 25 | CAT 1 15  | CAT 2 Rit | LMS 1 19 | LMS 2 9   | HOC2 1 4  | HOC2 2 Rit | 6.5   | 20º  |
| 2009 | Prema Powerteam | HOC1 1    | HOC1 2 5  | LAU 1 15 | LAU 2 23 | NOR 1 SQ | NOR 2 ES | ZAN 1 Rit | ZAN 2 12 | OSC 1 7  | OSC 2     | NÜR 1 9 | NÜR 2 10  | BRH 1    | BRH 2    | CAT 1 Rit | CAT 2 15  | DIJ 1 21 | DIJ 2 Rit | HOC2 1 10 | HOC2 2 9   | 19    | 10º  |

### Risultati in Formula Renault 3.5
(legenda) (Le gare in grassetto indicano la pole position) (Gare in corsivo indicano Gpv)
| Anno | Team            | 1         | 2        | 3       | 4       | 5        | 6       | 7        | 8       | 9       | 10        | 11       | 12      | 13    | 14      | 15       | 16       | 17      | Punti | Pos. |
| ---- | --------------- | --------- | -------- | ------- | ------- | -------- | ------- | -------- | ------- | ------- | --------- | -------- | ------- | ----- | ------- | -------- | -------- | ------- | ----- | ---- |
| 2009 | Prema Powerteam | CAT 1     | CAT 2    | SPA 1   | SPA 2   | MON 1 10 | HUN 1   | HUN 2    | SIL 1   | SIL 2   | BUG 1     | BUG 2    | ALG 1   | ALG 2 | NÜR 1   | NÜR 2    | ALC 1    | ALC 2   | 1     | 28º  |
| 2010 | Comtec Racing   | ALC 1 Rit | ALC 2 13 | SPA 1 3 | SPA 2 3 | MON 1 5  | BRN 1 9 | BRN 2 12 | MAG 1 3 | MAG 2 7 | HUN 1 Rit | HUN 2 10 | HOC 1 7 | HOC 2 | SIL 1 3 | SIL 2 12 | CAT 1 10 | CAT 2 5 | 76    | 6º   |

### Risultati in GP2 Series
(legenda) (Le gare in grassetto indicano la pole position) (Gare in corsivo indicano Gpv)
* Stagione in corso.

### Risultati in GP2 Asia Series
(legenda) (Le gare in grassetto indicano la pole position) (Gare in corsivo indicano Gpv)
| Anno | Team           | 1         | 2         | 3         | 4           | Punti | Pos. |
| ---- | -------------- | --------- | --------- | --------- | ----------- | ----- | ---- |
| 2011 | Trident Racing | ABU FEA 8 | ABU SPR 1 | ITA FEA 5 | ITA SPR Rit | 11    | 4º   |

### Risultati in GP3 Series
(legenda) (Le gare in grassetto indicano la pole position) (Gare in corsivo indicano Gpv)
| Anno | Team          | 1       | 2       | 3          | 4          | 5          | 6         | 7          | 8           | 9         | 10        | 11        | 12        | 13          | 14         | 15         | 16         | Pos. | Punti |
| ---- | ------------- | ------- | ------- | ---------- | ---------- | ---------- | --------- | ---------- | ----------- | --------- | --------- | --------- | --------- | ----------- | ---------- | ---------- | ---------- | ---- | ----- |
| 2010 | Tech 1 Racing | ESP FEA | ESP SPR | TUR FEA 24 | TUR SPR 14 | VAL FEA 10 | VAL SPR 6 | GBR FEA 10 | GBR SPR Rit | GER FEA 5 | GER SPR 3 | HUN FEA 3 | HUN SPR 4 | BEL FEA Rit | BEL SPR 24 | ITA FEA 16 | ITA SPR 20 | 9º   | 18    |

### Risultati nel Pure ETCR
| Anno    | Squadra               | Vettura                | ITA | SPA | DAN | UNG | FRA | Punti | Pos. |
| ------- | --------------------- | ---------------------- | --- | --- | --- | --- | --- | ----- | ---- |
| 2021    | Romeo Ferraris - M1RA | Alfa Romeo Giulia ETCR | 10  | 12  |     |     |     | 22    | 14°  |
| Legenda |                       |                        |     |     |     |     |     |       |      |